# آی‌گوگل
آی‌گوگل (به انگلیسی: iGoogle) که قبلاً با نام صفحهٔ شخصی گوگل شناخته می‌شده‌است، یکی از خدمات گوگل و ای‌جکس مبتنی بر وب یا پورتال وب (بسیار شبیه به مای یاهو! و ویندوز لایو) است. آی‌گوگل در مه ۲۰۰۵ راه‌اندازی‌شد و در یک نوامبر ۲۰۱۳ کنار گذاشته شد.